# Повіт Токоро
Пові́т Токоро́ (яп. 常呂郡, ところぐん, МФА: [tokoɾo guɴ]) — повіт в Японії, в окрузі Охотськ префектури Хоккайдо.